# Федерация шашек Китая
Федерация шашек Китая (англ. Chinese Draughts Association, сокр. CDA, китай. 中国国际跳棋协会) — спортивная федерация Китая. Находится в Пекине. Президент — Liu, Siming.
Проводятся чемпионаты Китая по русским и международным шашкам.

## Лучшие игроки по рейтингу А

### Мужчины
1. Чжоу Вэй GMI 2219
2. Гао Вэньлун MI 2207
3. Цзэн Цяньжан MF 2196

### Женщины
1. Чжао Ханьцин GMIF 2130
2. Чжан Ю GMIF 2118
3. Лю Пэй 2061